# ウィリアム・セシル (第2代エクセター伯爵)
第2代エクセター伯爵ウィリアム・セシル（William Cecil, 2nd Earl of Exeter KG PC、1566年1月 – 1640年7月6日）は、イングランド王国の貴族、政治家。書類上ケンブリッジ大学とグレイ法曹院への入学記録があったが、前者の記録では12歳で入学しており、後者に至っては通ったかどうかすら疑わしいとされる。青年期に大陸ヨーロッパを2年ほど旅したが、実態では毎日だらだらしつつ、帰国の圧力に抵抗した。国政では要職に就くことがなく、3度庶民院議員に選出されたが、1度目と2度目の議員期は活動の記録がまったくなかった。地方政治ではノッティンガムシャー首席治安判事、リンカンシャー首席治安判事、ノーサンプトンシャー統監を務めた。1605年から1623年までバーリー卿の儀礼称号を使用した。

## 生涯
初代エクセター伯爵トマス・セシルと1人目の妻ドロシー（1548年ごろ – 1609年3月23日、第4代ラティマー男爵ジョン・ネヴィルの娘）の長男として、1566年1月にバーリーで生まれた。1578年の秋学期に12歳ながら書類上ケンブリッジ大学トリニティ・カレッジに入学した。
大学を出た後、1585年より大陸ヨーロッパを旅したが、パリで勉学に勤しむことを期待されたところをイタリア、しかもカトリックの地であるローマを訪れたため、父と祖父の逆鱗に触れた。1587年夏に帰国することが想定されたが、知人から本国にいる祖父への手紙によればセシルは「毎日だらだらして、帰国に強く反対している」という。またこの時期にカトリックに改宗したとされる（『完全貴族要覧』第2版では「1586年以前」とされる）。いずれにせよ、セシル家が強い影響力を有するスタンフォード選挙区にて1586年から1587年にかけて招集された議会、1589年に招集された議会の二度にわたって議員に選出されており、このことから帰国したとされる。もっとも、この2つの会期においては議会で活動した記録がなかった。2度目の議員在任中、1589年2月26日に書類上グレイ法曹院に入学したが、実際に法曹院に通ったかは疑わしいとされる。
1589年の結婚により出費が重ね、1593年4月までに債務者監獄であるフリート監獄に投獄された。セシルは叔父ロバートに助けを求め、5月には釈放された。1597年の議会ではおそらくサー・アンドルー・ノエルの支持を受け、ラトランド選挙区から選出されて議員を務めた。3度目の議員期でも演説の記録はなかったが、委員会への任命記録が残っている。1600年に再度イタリアに1年間滞在した。1603年4月17日に国王ジェームズ1世により騎士爵に叙された。
地方政治では1594年までにノッティンガムシャーの治安判事に任命され、1600年6月20日にノッティンガムシャー首席治安判事に昇進した。1619年までにリンカンシャーの治安判事に任命され、同年にリンカンシャー首席治安判事に昇進した。1601年にノーサンプトンシャーの治安判事に任命され、1623年2月27日にノーサンプトンシャー統監に任命された。いずれも1640年に死去するまで務めた。
1623年2月7日に父が死去すると、エクセター伯爵位を継承した。1626年12月14日に枢密顧問官に任命され、1630年4月18日にガーター勲章を授与されたが、爵位継承以降に重要な官職に就任することはなかった。
1640年7月6日にクラーケンウェルのエクセター・ハウスで死去、9日にウェストミンスター寺院に埋葬された。息子ウィリアムに先立たれたため、弟リチャードの息子デイヴィッドが爵位を継承した。

## 家族
1589年1月、第15代ルース女男爵エリザベス・マナーズ（1576年1月ごろ – 1591年5月1日、第3代ラトランド伯爵エドワード・マナーズの娘）と結婚して、1男をもうけた。ルース女男爵は裕福な相続人だったが、この結婚には結婚許可証がなく、セシルは600ポンドの罰金を科されたうえ、長期間にわたる裁判に巻き込まれることとなった。
- ウィリアム（1590年5月 – 1618年6月27日） - 第16代ルース男爵[3]

1614年12月22日以降、エリザベス・ドルーリー（Elizabeth Drury、1579年1月4日 – 1654年2月26日、サー・ウィリアム・ドルーリーと妻エリザベスの娘）と再婚、3女をもうけた。
- エリザベス（1672年8月24日埋葬） - 1614年5月26日、トマス・ハワード閣下（英語版）（のちの初代バークシャー伯爵）と結婚、子供あり[8]
- ダイアナ（英語版）（1596年ごろ – 1654年4月27日） - 1624年1月1日、第18代オックスフォード伯爵ヘンリー・ド・ヴィアー（英語版）（1625年6月没）と結婚、子供なし。1629年11月12日、初代エルギン伯爵トマス・ブルース（英語版）と再婚[9]
- アン（1603年ごろ – 1676年ごろ） - 1620年7月19日、第2代グロビーのグレイ男爵ヘンリー・グレイ（英語版）（のちの初代スタンフォード伯爵）と結婚、子供あり[10]